# Дунайский лоцман
«Дунайский лоцман» (фр. Le Pilote du Danube) — приключенческий роман, написанный Мишелем Верном на основе замысла его отца, Жюля Верна.

## История создания
Вот как описывает идею появления романа Жан Жюль Верн:

Между 1898 и 1902 годами Мишелю довелось побывать в Австрии, Венгрии, Румынии, Болгарии и плавать по Дунаю. Жюлю Верну доставила несомненное удовольствие беседа с сыном о том, что было дорого его сердцу и напоминало те времена, когда он работал над «Шандором». История этих стран с давних пор привлекала его внимание <...> Послушное воображение с готовностью перенесло писателя к мутным водам великой реки. Спуститься по ней от самых её истоков до Чёрного моря — вот основная задача нового его романа, который поначалу был назван «Прекрасный желтый Дунай», а потом уже «Дунайский лоцман»…

## Содержание
- На соревновании в Зигмарингене
- В верховьях Дуная
- Пассажир Илиа Бруша
- Сергей Ладко
- Карл Драгош
- Голубые глаза
- Охотники и дичь
- Портрет женщины
- Два поражения Карла Драгоша
- Пленник
- Во власти врага
- Именем закона
- Следственная комиссия
- Между небом и землей
- Цель близка!
- Опустевший дом
- Вплавь
- Дунайский лоцман
- Эпилог

## Сюжет
Сергей Ладко, лоцман на Дунае, счастливо жил со своей женой Натчой в родном Рущуке. Однако, жизни Ладко постоянно мешал болгарин Иван Стрига, завидующий Сергею и жаждущий любви Натчи. Во время болгарского восстания 1876 года Ладко переправлял через Дунай оружие повстанцам, но после разгрома болгар Ладко оказался вне закона.
Спустя несколько лет в Зигмарингене проводились соревнования рыболовов, устроенные так называемой «Дунайской лигой». Две награды получил никому неизвестный венгр Илиа Бруш. Тот объявил, что спустится по Дунаю от Донауэшингена до Чёрного моря и, действительно, появился в Донауэшингене с лодкой и намерением отплыть.
По пути Брушу навязался в попутчики некий господин Йегер, оказавшийся на самом деле полицейским Карлом Драгошем. Он разыскивает банду Сергея Ладко, совершившую несколько тяжких преступлений.
За время путешествия Бруш спас Драгошу жизнь, однако вскоре Бруша арестовали, подозревая в нём Сергея Ладко. Бруш бежал с помощью Драгоша.
В действительности, Бруш был Сергеем Ладко, скрывавшимся от османского правительства. Узнав, что на Дунае орудует банда его однофамильца, Сергей испугался за находившуюся в Рущуке Натчу и, приняв участие в соревновании рыбаков, тем самым обеспечил себе предлог для путешествия по Дунаю, чтобы отправиться на помощь жене. Уже во время путешествия Ладко был раскрыт Драгошем и попал в плен к бандиту-однофамильцу, оказавшемуся на самом деле Иваном Стригой, решившим обесчестить доброе имя заклятого врага. Сбежав от Стриги, он был арестован местными властями.

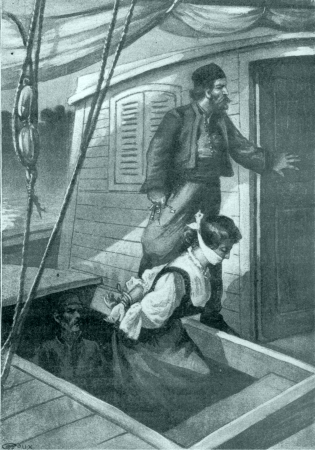
Иллюстрация Жоржа Ру, 1908

Ладко и Драгош прибыли в Рущук, где выяснили от пьяного Титчи, помощника Стриги, что Натча в плену у атамана бандитов. Отправив Драгоша за помощью, Ладко нанялся на корабль Стриги в качестве лоцмана, где вскоре убил врага ударом ножа в сердце. От шайки Стриги его спасло лишь своевременное прибытие Драгоша с подмогой.
Ладко, счастливо проживая с женой и тремя сыновьями в Рущуке, доволен тем, что он — дунайский лоцман.

## Персонажи
- Сергей Ладко (псевдоним — Илиа Бруш) — главный герой романа, дунайский лоцман, объявленный вне закона.
- Карл Драгош (псевдоним — г-н Иегер) — полицейский, разыскивающий банду Лже-Ладко.
- Иван Стрига (псевдоним — Сергей Ладко) — основной злодей романа, чуть не загубивший жизнь Сергея и Натчи Ладко.
- Натча Ладко (урождённая — Григорович) — жена Сергея Ладко, возлюбленная Ивана Стриги.
- Фридрих Ульман — напарник Карла Драгоша.
- Титча — правая рука Ивана Стриги.
- Господин Миклеско — президент «Дунайской лиги».
- Изар Рона — судья Сергея Ладко.

## «Дунайский лоцман» и «Прекрасный жёлтый Дунай»
В 1988 году опубликован оригинальный текст Жюля Верна под названием «Прекрасный жёлтый Дунай». Он значительно отличается от версии 1908 года, отредактированной (по другим оценкам — заново написанной) Мишелем Верном. Илиа Бруш здесь — мирный обыватель, бывший лоцман и увлечённый рыбак, которого полицейские ошибочно принимают за Ладко и арестовывают в Вене. Ладко же — настоящий разбойник, в поимке которого Илиа Бруш принимает участие. В целом в «Прекрасном жёлтом Дунае» сделан акцент не на напряжённую криминальную интригу, а на описание плавания Бруша и Драгоша по реке Дунай, картины природы и быта придунайских стран.

## Переводы
На русском языке произведение представлено следующими переводами:
- Жюль Верн. Сергей Ладко / Переводчик: Е. Маурин. — Екатерингоф: Досуг, 1909. — 140 с.
- Жюль Верн. Дунайский лоцман / Переводчик: А.М. Волков. — Одесса: Маяк, 1986. — С. 5—175. — 184 с. — (Морская библиотека). — 280 000 экз.
- Жюль Верн. Дунайский лоцман / Переводчик: Н. И. Немчинова. — М.: Терра, 1998. — Т. 19. — С. 5—208. — 384 с. — (Жюль Верн. Собрание сочинений в двадцати томах). — ISBN 5-300-01836-8.

## Экранизация
1974 — «Загадочное похищение» (Венгрия). Режиссёр: Миклош Маркос.